# Megachile vetula
Megachile vetula är en biart som beskrevs av Joseph Vachal 1904. Megachile vetula ingår i släktet tapetserarbin, och familjen buksamlarbin. Inga underarter finns listade i Catalogue of Life.